# Javier Moscoso (historiador)

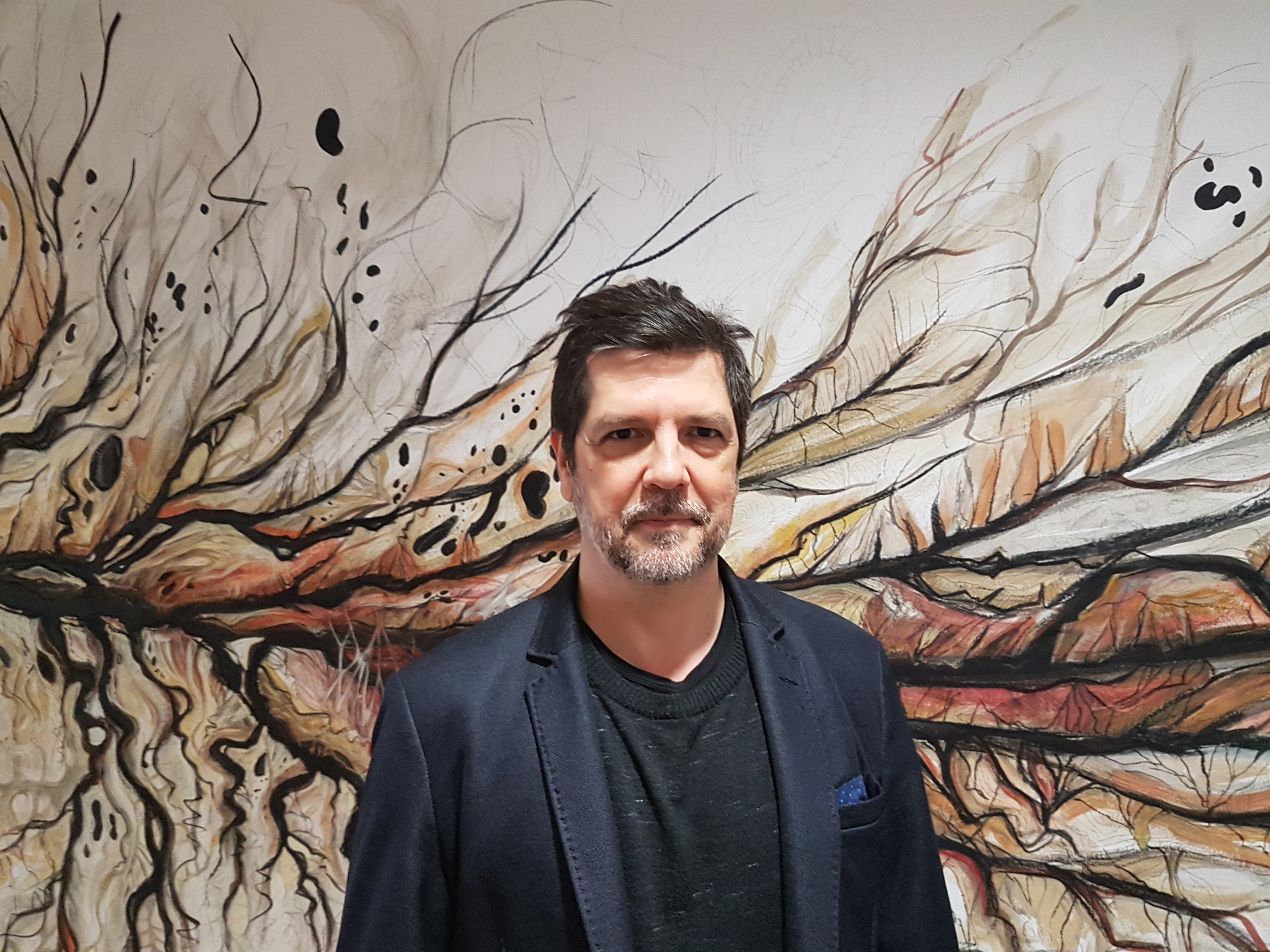
Javier Moscoso

Javier Moscoso (1966)es un profesor de investigación español de historia y filosofía de la ciencia en el Instituto de Historia del Consejo Superior de Investigaciones Científicas (CSIC) de Madrid.

## Carrera académica
Durante su carrera académica, Moscoso ocupó cargos de becario doctoral en el Wellcome Institute for History of Medicine y becario posdoctoral en el Instituto Max Planck de Historia de la Ciencia en Berlín. También fue becario Fullbright en el Departamento de Historia de la Ciencia de Harvard entre 1995 y 1996, antes de enseñar como profesor invitado en el Centro Alexandre-Koyré de la EHESS/CNRS y en el Centre d’études du XIX de la Universidad París 1 Sorbona. 
Además, fue profesor de Historia y Filosofía de la Ciencia en la Universidad de Murcia. En 2004, se convirtió en director del departamento de humanidades y ciencias sociales del Ministerio de Ciencia e Innovación. De 2008 a 2010, fue el coordinador de humanidades y ciencias sociales para el Consejo Español de Investigación (CSIC).
En los últimos años, Moscoso ha recibido invitaciones de todo el mundo y ha dado conferencias sobre la historia de las experiencias y sus expresiones en muchos lugares internacionales, incluyendo el Instituto Max Planck para la Historia de la Ciencia en Berlín, el Instituto Max Planck de Desarrollo Humano en Berlín, las Universidades de Harvard y Chicago (en EE. UU.), las Universidades de Kioto, Tokio y Keio (en Japón), las Universidades de Sídney y Canberra, en Australia, así como otras universidades en México, Chile, Argentina o Colombia. En Francia, su investigación ha sido discutida en la École des Hautes Études, el CNRS, la Sorbona, las universidades de Rennes y Toulouse. En el Reino Unido, Moscoso mantiene fuertes vínculos con el Birkbeck College, el Wellcome Trust y el Queen Mary Centre for the History of Emotions, entre muchas otras instituciones. En 2016, fue nombrado Profesor Visitante George Lurcy en la Universidad de Chicago.

## Temas de investigación
Javier Moscoso estudia la historia cultural del cuerpo humano (epistemología y ontología de las deformidades físicas), así como la historia y la filosofía de la experiencia. 
Su libro Historia cultural del dolor  fue publicado en español por Taurus en octubre de 2011 y en inglés por Palgrave MacMillan en octubre de 2012. La versión en francés (por Les prairies ordinairies) ganó el premio Libr'à nous 2015 en la categoría de Historia. La editorial House of Ninive prepara una edición en árabe, que aparecerá en 2023. Ha sido objeto de numerosos comentarios, tanto en la prensa generalista  como en el ámbito académico.   El libro fue altamente elogiado por la crítica y quedó en segundo lugar en el Premio Nacional de Ensayo 2012 en España. El periódico español El Mundo lo consideró uno de los diez mejores libros de no ficción publicados en España en 2011. Ha sido retenido segundo al palmarés del premio nacional español para la Prueba.
En paralelo, Moscoso ha sido comisario de diferentes exposiciones: sobre Monstruos y Seres Imaginarios en la Biblioteca Nacional de Española en Madrid en 2000, sobre la Historia del dolor al Museo de Ciencias de Londres en 2004, y más recientemente sobre la Historia cultural de la piel humana en la Wellcome Colección de Londres en 2011.Este proyecto, revisado por The Lancet, The New Statesman, The New Scientist, o Science, entre otras revistas científicas, también captó la atención de la prensa local. The Guardian la consideró “fascinante”; The Telegraph “una revelación”, Time Out le otorgó el estatus de “Elección de los Críticos”. En algunos casos, las reseñas se hicieron en revistas muy especializadas. El Bulletin for the History of Medicine consideró SKIN “una maravillosa exposición elegante y evocadora [...] visualmente rica y analíticamente perspicaz”. Para New Scientist: “La exposición hace un excelente trabajo, entrelazando la historia médica y la importancia científica de nuestro órgano más grande con su significado cultural”. Para The Lancet, (2010 (9736): 156 - 157): “Esta exposición es una celebración jubilosa de la importancia fisiológica, emocional y cultural de la piel en nuestras vidas”. Según Science, (agosto de 2010: Vol. 329 no. 5993 pp. 760-761): “Los comisarios tenían el objetivo principal de mostrar cuán importante es la piel como órgano y cuánto se da por sentada”. Para History Today (agosto de 2010, p. 57): SKIN fue “otro hito en la fascinante exposición de la condición humana por parte del Wellcome Trust”. La exposición, que también fue reseñada en otros medios (BBC, BBC2, Radio 4, etc.), reunió a alrededor de 80,000 visitantes en la Wellcome Collection en Londres. Fue en su momento la exposición más visitada de ese lugar. 
Desde su llegada al CSIC, Moscoso ha sido el Investigador Principal de HIST-EX, un grupo interdisciplinario de investigadores interesados en la historia y la filosofía de las emociones. En este grupo se encuentra investigadores de todas disciplinas: Historia, Antropología, Historia de las ciencias, Bellas Artes, Sociología, Literatura, así como artistas, fotógrafos, cineastas y pintores. 
Moscoso trabaja en varios proyectos de investigación. Uno de ellos se centra en las "pasiones de la modernidad", como la ambición, los celos y el antojo. Trabaja también sobre las políticas del dolor. En 2016 fue publicado Promesas incumplidas: una historia política de las pasiones.Su último libro, Historia del columpio, publicado en 2021, ha recibido elogios de destacados académicos del campo. La traducción al inglés, Arc of Feeling. A History of the Swing, fue publicada por Reaktion Books en abril de 2023.

## Obras

### Libros
- Georges-Louis Leclerc, Conde de Buffon, 1707-1788, con Antonio Lafuente, 1999.
- Monstruos y seres imaginarios en la Biblioteca Nacional, con Antonio Lafuentes, Doce Calles, 2000.
- Materialismo y religión: Ciencias de la vida en la Europa ilustrada,[14] 2000.
- Historia cultural del dolor, 2011.
- Promesas incumplidas, 2016.
- Historia del columpio, 2021.

### Otras publicaciones
- Objetividad y meditación de la experiencia subjetiva consciente, enero 2001
- Cuerpos monstruosos/monstruosidades políticas en la Europa moderna temprana (revisión), enero 2005 (publicado en Renaissance Quarterly )
- Teratología e imaginación materna, enero 2009 (publicado en Acta Hispánica ad Medicinae Scientiarumque Historiam Illustrandam )
- El dolor crónico en la historia, septiembre 2009 (artículo publicado en Revista de Estudios Sociales )
- Ciencia y arte en una perspectiva histórica: lecciones del pasado. Iniciativas para el futuro [15] (publicado en The International Journal of Science in Society )